# Apuleia leiocarpa
Apuleia leiocarpa är en ärtväxtart som först beskrevs av Julius Rudolph Theodor Vogel, och fick sitt nu gällande namn av James Francis Macbride. Apuleia leiocarpa ingår i släktet Apuleia och familjen ärtväxter. Inga underarter finns listade i Catalogue of Life.